# ترانسفورماتور توزیع

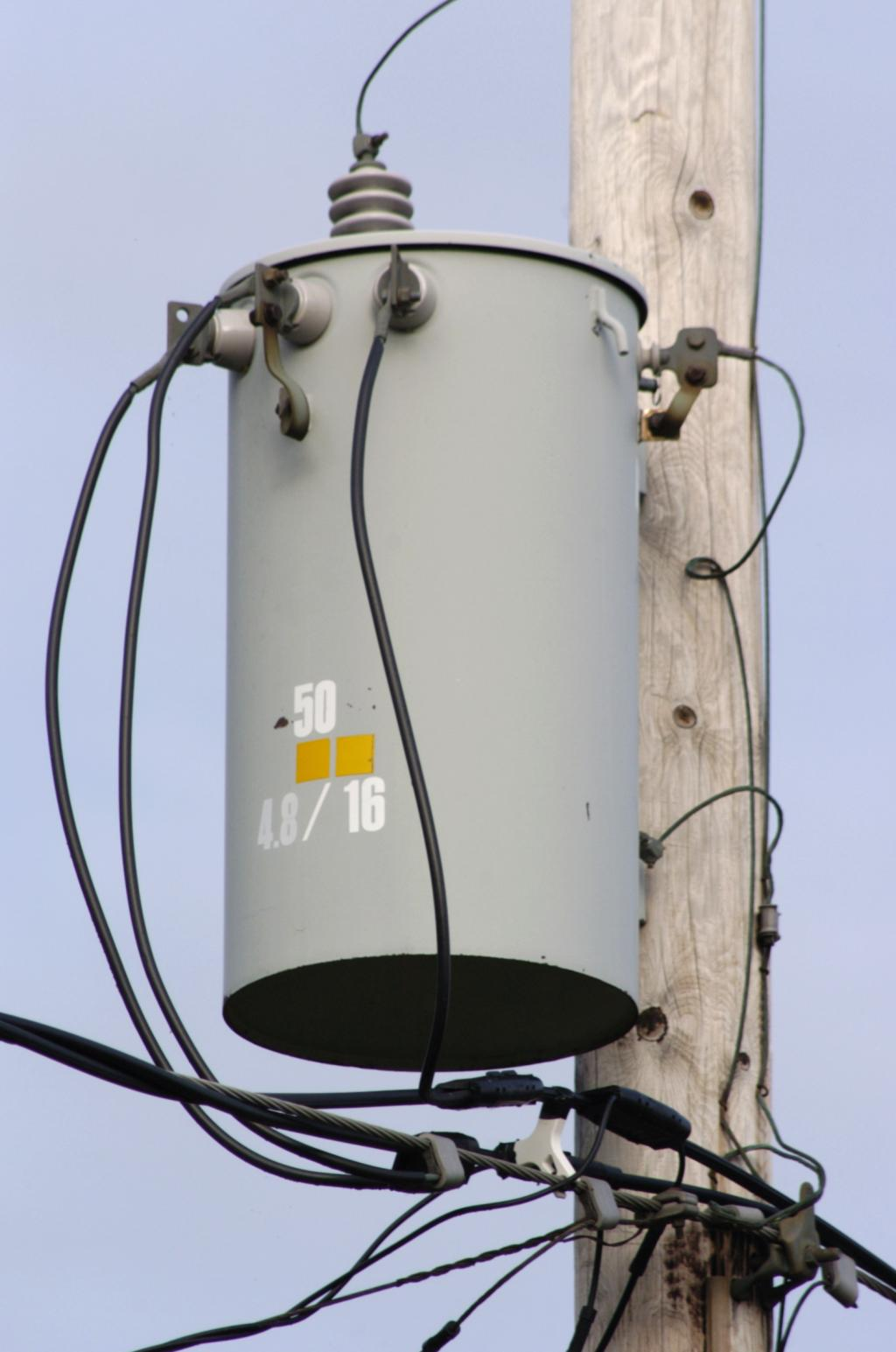
ترانسفورماتور توزیع تکفاز در کانادا

ترانسفورماتور توزیع یا ترانسفورمر توزیع همچنین ترانس توزیع (به انگلیسی: distribution transformer) نوعی ترانسفورماتور است که تبدیل نهایی ولتاژ را در شبکه توزیع برق انجام می‌دهد. این ترانسفورمر، ولتاژ شبکه توزیع فشار متوسط را کاهش داده و سطح ولتاژ مورد نیاز مشترکان را فراهم می‌کند (ولتاژ برق شهر).
این ترانسفورماتورها دارای توان‌های مختلفی هستند. در مواقعی که ترانسی با توان پایین نیاز است، آن را بر بالای تیر برق یا بین دو تیر نصب می‌کنند اما اگر ترانسی با قدرت بالا نیاز باشد (بیشتر از ۴۰۰ کیلو ولت‌آمپر) آن را درون اتاق مخصوصی قرار می‌دهند تا ایمنی شهروندان حفظ شود. این اتاق‌ها با درب زرد رنگ در همهٔ محلات شهر قابل مشاهده است.
اختراع این نوع ترانسفورماتورهای با بازدهٔ بالا که به سال ۱۸۸۲ میلادی بازمی‌گردد، توزیع برق را میسر و آسان می‌سازد.
ترانسفورماتورهای توزیع به‌طور معمول دارای توان‌های از ۵۰ کیلو ولت‌آمپر تا ۱۲۵۰ کیلو ولت‌آمپر و بیشتر مورد استفاده قرار می‌گیرند. اگر چه در برخی از استانداردها، ترانسفورماتورهای تا توان ۵۰۰۰ کیلو ولت‌آمپر را نیز به عنوان ترانسفورماتور توزیع طبقه‌بندی می‌کنند. به دلیل اینکه ترانسفورماتورهای توزیع در ۲۴ ساعت شبانه روز (حتی زمانی که باری را تغذیه نمی‌کنند) فعال هستند، کاهش تلفات آهنی از اهمیت بالایی در طراحی‌ها برخوردار است. همچنین چون این ترانسفورماتورها معمولاً در حالت بار کامل کار نمی‌کنند (۸۰ درصد توان نامی)، لذا طوری طراحی می‌شوند که حداکثر راندمان را در بارهایی کمتر از مقدار ماکزیمم داشته باشند.

## طبقه‌بندی
ترانسفورماتورهای توزیع بر اساس عوامل خاصی به گروه‌های مختلفی طبقه‌بندی می‌شوند مانند:
- محل نصب: هوایی، زمینی، زیرزمینی
- نوع عایق: غوطه ور در مایع یا خشک
- تعداد فاز: تک فاز یا سه فاز
- سطح ولتاژ
- سطح عایق کاری در حالت ضربه‌ای

## استفاده
این ترانسفورماتورها معمولاً در مناطقی با تراکم جمعیت بالا نصب می‌شوند. خطوط سه فاز فشار متوسط (۲۰کیلوولت یا ۱۱کیلوولت یا ۳۳کیلوولت) به اولیهٔ این ترانس‌ها وصل می‌شوند و خطوط برق شهری با ولتاژ ۲۳۰ ولت تکفاز و ۴۰۰ ولت سه فاز از ثانویه آن‌ها دریافت و به صورت هوایی یا زمینی تحویل مشترکان می‌شود. (گاهی به اشتباه ۲۲۰ ولت تکفاز و۳۸۰ ولت سه فاز گفته می‌شود)
توان ترانس مورد استفاده بر اساس تعداد و توان درخواستی مشترکانی که به آن وصل می‌شوند، تعیین می‌گردد. ترانسفورماتور توزیع توسط مدارشکن‌ها و فیوزها، در مقابل اضافه بار محافظت می‌شود.

## اتصالات
هر دو ترانسفورماتور هوایی و زمینی، ولتاژ بالای خطوط توزیع فشار متوسط در سمت اولیه را به ولتاژ پایین ثانویه برای خطوط توزیع فشار ضعیف تبدیل می‌کنند. اولیه این ترانس‌ها به صورت اتصال سه فاز سه سیمه است (بدون سیم نول) و ثانویه نیز به صورت سه فاز چهار سیمه است.

### اولیه
سیم‌پیچ‌های فشارقوی اولیه به منظور اتصال به خطوط انتقال، از بالای محفظه ترانس بیرون آورده می‌شود.
- در شبکه برق ایران، اولیه این ترانس‌ها به صورت سه فاز با اتصال مثلث است که سه سیم خطوط انتقال به سه سیم پیچ اولیه ترانسفورماتور وصل می‌شود.

اولیه ترانسفورماتور همیشه توسط ادوات حفاظتی مانند فیوز و سوئیچ قطع ارتباط، به خطوط توزیع وصل می‌شود. در موقع بروز خطا این فیوز ذوب شده و ترانسفورماتور از مدار خارج می‌شود همچنین این امکان نیز وجود دارد که در مواقعی که تکنسین‌های خط توزیع نیاز به تعمیر تجهیزات دارند، ترانسفورمر به‌طور دستی قطع شود.

### ثانویه
- ثانویه این ترانس معمولاً به صورت سه فاز چهارسیمه با اتصال ستاره و ولتاژ ۴۰۰Y/۲۳۰ به خطوط توزیع وصل می‌شود.